# Subang Jaya
Subang Jaya – miasto w Malezji; w stanie Selangor; w aglomeracji Kuala Lumpur; 1174 tys. mieszkańców (2008). Drugie co do wielkości miasto kraju. Funkcje mieszkaniowe, przemysł elektroniczny; ośrodek wypoczynkowy; międzynarodowy port lotniczy stolicy.